# Reprezentări culturale ale Annei Frank
Următoarele listă conține câteva referiri la reprezentarea diaristei evreice din perioada Holocaustului Anne Frank în cultura populară.

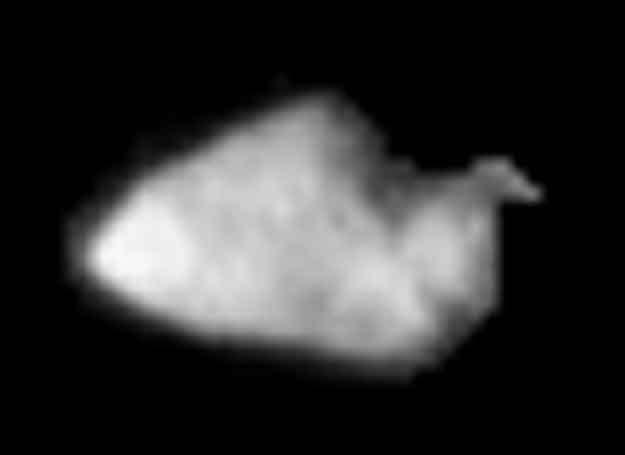
Imagine a asteroidului 5535 Annefrank luată de sonda spațială Stardust

- Revista Time  a considerat-o pe Anne Frank drept unul dintre cei mai influenți oameni ai secolului al XX-lea.
- O imagine a Annei Frank apare în volumul 100 Photos that Changed the World tipărit de revista LIFE.
- Compozitorul britanic James Whitbourn a scris o lucrare corală cu o durată similară cu cea a unui concert intitulată Annelies (numele real al Annei Frank), care conține mai multe porțiuni din jurnal și care a avut premiera la Londra în 2005 sub bagheta dirijorului evreu american Leonard Slatkin.
- 5535 Annefrank — un asteroid numit după Anne Frank
- Romancierul american Philip Roth își imaginează în romanul The Ghost Writer (1979) că Anne Frank a supraviețuit celui de-al Doilea Război Mondial și că trăiește anonim ca scriitoare în SUA.
- Pe albumul Fig. 14 (1980), trupa de rock din Boston Human Sexual Response a inclus un cântec intitulat „Anne Frank Story”, care relatează experiența emoțională neobișnuită de a vedea Casa Anne Frank ca turiști.
- Personajul interpretat de Winona Ryder din filmul Sirene (1990) este întrebat de personajul interpretat de Christina Ricci, ceea ce dorește, la care îi răspunde: „Aș vrea să o fi cunoscut pe Anne Frank”.
- Piesa de teatru Dreams of Anne Frank (1993) a lui Bernard Kops reimagineză ascunderea ei în casa din Amsterdam, folosind elemente de fantezie și cântec.
- Neutral Milk Hotel — o trupă indie rock din SUA al cărei album In the Aeroplane Over the Sea (1998) a fost inspirat de afecțiunea cântărețului Jeff Mangum pentru Anne Frank. El include cântecele Holland 1945 („The only girl I ever loved/ Was born with roses in her eyes/ But then they buried her alive/ One evening 1945/ With just her sister at her side/ And only weeks before the guns all came and rained on everyone”), In the Aeroplane Over the Sea („Anne's ghost all around...”), Oh Comely („I know they buried her body with others/ Her sister and mother and five hundred families/ And would she remember me fifty years later/ I wish I could save her/ In some sort of time machine”), Ghost („She was born in a bottle rocket, 1929”) și multe alte cântece.
- O trupă de punk rock din Boulder, Colorado și-a luat numele „Anne Frank on Crank”, care, după explicația lor, sugerează că ei sunt „privați de drepturi (disenfranchised), dar într-un fel împuterniciți”.
- Marc Chagall — a ilustrat o ediție limitată a Jurnalului Annei Frank.
- Outkast  — o trupă americană de hip hop al cărei cântec „So Fresh, So Clean” de pe albumul Stankonia face o referire la Anne Frank („I love who you are/ I love who you ain't/ You're so Anne Frank/ Let's hit the attic and hide out for two weeks”).
- Anne Frank Conquers the Moon Nazis, o bandă desenată publicată pe Internet de Bill Mudron, despre o Anne Frank înviată reconstruită cibernetic pentru a apăra Pământul de un atac al naziștilor extratereștri, a fost prezentată online până în 2003.[1]
- În romanul 253 al lui Geoff Ryman apare o Anne Frank bătrână ca pasager în metroul londonez.
- În 2004 Robert Steadman a compus o lucrare muzicală de douăzeci de minute pentru cor și orchestră de corzi, intitulată Tehillim for Anne, care comemora viața Annei Frank cu recitarea a trei Psalmi în ebraică.
- Spectacolul de comedie Robot Chicken are o secvență care prezintă o previzualizare a unui film pentru tineri despre Anne Frank. El conține multe clișeuri ale filmelor pentru adolescenți (cum ar fi distribuirea lui  Hilary Duff în rolul Annei, având punctul deasupra literei i scris cu o inimă în jurnalul ei) și includea o melodie pop pentru adolescenți. Secvența se încheie cu sloganul „Naziștii nu sunt deloc cool”.
- Serialul de animație Family Guy îl arată pe Peter discutând despre modul în care apetitul său i-a cauzat necazuri. Scena următoare arată o secvență alb-negru al Annei Frank și familiei ei ghemuindu-se în pod, cu naziștii care-i căutau pe jos, doar pentru a auzi un crănțănit puternic. Ei s-au uitat în sus și l-au văzut pe Peter mâncând tare și lent chipsuri de cartofi (ceea ce înseamnă că el era responsabil pentru faptul că ei au fost descoperiți).
- Orașul Boise, Idaho a ridicat un memorial Anne Frank ca răspuns la preocupările publice cu privire la apariția unei mișcări neonaziste în orașele nordice din Idaho precum  Coeur d'Alene.[2][3] Pe 10 mai 2017 s-a descoperit că vandalii au murdărit memorialul cu inscripții rasiste și antisemite.[4]
- Într-un episod al emisiunii TV My So-Called Life din anii 1990, Angela, după ce colegii ei de clasă au citit  Jurnalul Annei Frank, spune că crede că Anne Frank a avut noroc că „a fost închisă într-un pod timp de trei ani împreună cu tipul pe care chiar îl plăcea”.
- Într-un episod din sitcomul Arrested Development, Michael bănuiește că „fiul [său] o ascunde pe Ann în pod”. El își exprimă această suspiciune surorii sale, Lindsay, care-i răspunde: „De cine, de naziști?”
- În comedia Clerks II, Randal Graves spune permanent că Anne Frank este „fata surdă, mută și oarbă” în ciuda afirmațiilor repetate ale lui Dante Hicks că el se referă, de fapt, la Helen Keller.
- În filmul de animație South Park: Bigger, Longer & Uncut, Ike Broflovski este ascuns în pod de fratele său, Kyle Broflovski, în timpul Războiului Americano-Canadian. Ike era un copil canadian adoptat de familia Broflovski.
- În filmul Wag the Dog, sirenele europene sunt numite „sirenele Anne Frank”.
- În cartea Generation X: Tales for an Accelerated Culture a lui Douglas Coupland, două dintre personaje au o discuție despre cel de-al Doilea Război Mondial. Anne Frank este adusă ca exemplu (singurul dat) al unei persoane care a devenit faimoasă din cauza războiului, dar nu a profitat personal de acea faimă.
- În episodul „Tag Sale! You're It” al serialului de animație The Venture Bros., Henchman 21 și Henchman 24 au o dezbatere despre cine ar câștiga într-o luptă fantezistă, Anne Frank sau Lizzie Borden.
- În sitcomul The Sarah Silverman Program Sarah recită un fragment din jurnal la Little Miss Rainbow Pageant.
- Într-un episod din primul sezon al serialului Six Feet Under, când Ruth o trezește pe Claire foarte devreme, astfel încât să poată părăsi pe ascuns casa rudelor, Claire spune: „Doamne, mamă, încep să mă simt ca Anne Frank!”
- Într-un episod al sitcomului 8 Simple Rules Bridget obține rolul Annei Frank într-o piesă de teatru jucată la școală.
- În romanul The Company of the Dead al lui David J. Kowalski, care prezintă o cronologie diferită a evenimentelor în care Titanicul s-a scufundat mai târziu și mai mulți supraviețuitori au scăpat din acel dezastru, se face referire la Anne Frank ca scriitoare progermană a acelor vremuri noi (deși trebuie remarcat faptul că se sugerează și faptul că Partidul Nazist nu a ajuns niciodată la putere în această realitate, deoarece Germania a câștigat Primul Război Mondial fără ca America să se implice în conflict, iar Hitler este identificat mai degrabă ca un artist decât ca o figură politică în noua cronologie).
- Cartea The Freedom Writers Diary (și în adaptarea sa cinematografică din 2007) prezintă viețile unor elevi de liceu ai căror profesor de engleză îi încurajează să citească  Jurnalul Annei Frank. Ca urmare a acestei experiențe de lectură, elevii au strâns fonduri pentru a o aduce pe Miep Gies, femeia care a ascuns-o pe Anne Frank, pentru a le vorbi despre întâmplările prin care a trecut Anne. Evenimentele prezentate în carte și în film sunt evenimente reale datorate impresiei cauzate de citirea jurnalului.
- Trupa indoneziană de rock progresiv Discus au pe cel de-al doilea album ...tot Licht un cântec de 19 minute intitulat „Anne” adaptat din jurnal.
- Compozitorul american Ryan Adams a scris un cântec despre Anne Frank intitulat „Dear Anne” care nu a fost încă lansat pe un album.
- Câteva cântece populare despre Anne Frank aflate în domeniul public, inclusiv melodiile populare „Dear Diary” și „A Father And His Daughter”, sunt postate pe următorul site muzical: http://www.last.fm/music/Bob+A.+Feldman/Anne+Frank%27s+Diary%3A+Songs+from+a+Musical